# Royal Purple
Royal Purple — американский производитель смазочных материалов для автомобилей, промышленности, морских судов, мотоциклов и гоночных болидов. Бренд известен благодаря собственной линейке синтетических масел Royal Purple Motor Oil, которые предназначены для бензиновых и дизельных двигателей.
Компания производит и другие продукты, включая трансмиссионные масла, жидкости гидроусилителя руля (ГУР) и масла для коробки передач, а также для подшипников, двигателей и гидравлики. Еще одно направление включает производство смазки для ходовой части, смазки-аэрозоли для цепей, огнестрельного оружия и др. механизмов. Производитель выпускает множество присадок для улучшения свойств обычных традиционных и синтетических смазочных материалов.

## История
Компания была основана в 1986 году Джоном Уильямсом, разработчиком синтетического масла, который позже продолжал работу в качестве консультанта. Название компании связано с разговором Уильямса и одного из клиентов, который сказал, что никогда не видел масла пурпурного цвета. С тех пор компания носит название с фиолетовым оттенком Royal Purple. К 2004 году были введены дополнительные производственные мощности в размере 12 000 квадратных метров, которые находятся в Портере, штат Техас. В этом же году Royal Purple приобрели федеральную торговую марку, оставив только за собой право использовать пурпурные контейнеры для продажи смазочных материалов.
В 2012 году фирменная продукция продавалась в более чем 25 000 торговых точках по всему миру, а годовой оборот компании составил 109,5 млн.дол. США. В 2012 компания получила нового владельца, будучи проданной более крупному производителю масел в лице Calumet Lubricants за 335 млн дол.

## Спорт
Royal Purple является официальным поставщиком смазочных материалов для Lingenfelter Performance Engineering, которая занимается подготовкой гоночных версий автомобилей для соревнований Decatur и Indiana. Компания три года спонсировала национальный чемпионат по боулингу в Америке с 2013 по 2016 год.
В популярной игре NFS World начиная с 16 ноября 2010 года появляются несколько машин с брендом Royal Purple, которые можно приобрести в гараже.